# Cabana (la Pobla de Massaluca)
La Cabana és una obra de la Pobla de Massaluca (Terra Alta) inclosa a l'Inventari del Patrimoni Arquitectònic de Catalunya.

## Descripció
Construcció generalment de carreuons de pedra més o menys treballats. Són construccions per guardar productes agrícoles o eines de treball, de planta rectangular coberta per una volta de canó (de vegades de totxo i majoritàriament de pedra). L'aspecte exterior és el d'una arcada de mig punt que s'obre al mig d'un marge o desnivell del terreny. La coberta sol ser de terra del nivell superior. No té cap mena de paviment.
La pedra és de calç i no s'utilitza cap mena d'argamassa.